# Lilla Köperödssjön
Lilla Köperödssjön är en sjö i Uddevalla kommun i Bohuslän och ingår i Bäveåns huvudavrinningsområde. Sjön är 9 meter djup, har en yta på 0,0661 kvadratkilometer och är belägen 57,4 meter över havet.

## Delavrinningsområde
Lilla Köperödssjön ingår i det delavrinningsområde (647772-127868) som SMHI kallar för Utloppet av Lilla Köperödssjön. Medelhöjden är 69 meter över havet och ytan är 0,32 kvadratkilometer. Det finns inga avrinningsområden uppströms utan avrinningsområdet är högsta punkten. Vattendraget som avvattnar avrinningsområdet har biflödesordning 2, vilket innebär att vattnet flödar genom totalt 2 vattendrag innan det når havet efter 10 kilometer. Avrinningsområdet består mestadels av skog (80 procent). Avrinningsområdet har 0,06 kvadratkilometer vattenytor vilket ger det en sjöprocent på 19,2 procent.